# Slavkovská dolina (národní přírodní rezervace)
Slavkovská dolina je národní přírodní rezervace v oblasti TANAP.
Nachází se v katastrálním území města Vysoké Tatry v okrese Poprad v Prešovském kraji. Území bylo vyhlášeno či novelizováno v roce 1991 na rozloze 979,0000 ha. Ochranné pásmo nebylo stanoveno.